# یولیا بلیایوا
یولیا بلیایوا (استونیایی: Julia Beljajeva؛ زادهٔ ۲۱ ژوئیهٔ ۱۹۹۲) شمشیرباز اهل استونی است.
وی در مسابقات بین‌المللی در مجموع برندهٔ ۴ مدال طلا، ۳ مدال نقره و ۵ مدال برنز شده‌است.